# Chambla
Chambles és un municipi francès situat al departament del Loira i a la regió d'Alvèrnia-Roine-Alps. L'any 2007 tenia 914 habitants.

## Demografia

### Població
El 2007 la població de fet de Chambles era de 914 persones. Hi havia 345 famílies de les quals 68 eren unipersonals (34 homes vivint sols i 34 dones vivint soles), 109 parelles sense fills, 151 parelles amb fills i 17 famílies monoparentals amb fills.
La població ha evolucionat segons el següent gràfic:
Habitants censats

### Habitatges
El 2007 hi havia 464 habitatges, 350 eren l'habitatge principal de la família, 98 eren segones residències i 16 estaven desocupats. 443 eren cases i 18 eren apartaments. Dels 350 habitatges principals, 296 estaven ocupats pels seus propietaris, 45 estaven llogats i ocupats pels llogaters i 8 estaven cedits a títol gratuït; 2 tenien una cambra, 19 en tenien dues, 48 en tenien tres, 89 en tenien quatre i 191 en tenien cinc o més. 280 habitatges disposaven pel capbaix d'una plaça de pàrquing. A 115 habitatges hi havia un automòbil i a 216 n'hi havia dos o més.

### Piràmide de població
La piràmide de població per edats i sexe el 2009 era:
| Homes | Edats   | Dones |
| ----- | ------- | ----- |
| 0     | 95 o +  | 0     |
| 0     | 90 a 94 | 0     |
| 4     | 85 a 89 | 8     |
| 0     | 80 a 84 | 0     |
| 24    | 75 a 79 | 16    |
| 8     | 70 a 74 | 8     |
| 20    | 65 a 69 | 12    |
| 32    | 60 a 64 | 32    |
| 16    | 55 a 59 | 16    |
| 28    | 50 a 54 | 28    |
| 16    | 45 a 49 | 24    |
| 48    | 40 a 44 | 12    |
| 52    | 35 a 39 | 64    |
| 20    | 30 a 34 | 20    |
| 4     | 25 a 29 | 8     |
| 12    | 20 a 24 | 4     |
| 28    | 15 a 19 | 16    |
| 40    | 10 a 14 | 20    |
| 16    | 5 a 9   | 48    |
| 12    | 0 a 4   | 24    |

## Economia
El 2007 la població en edat de treballar era de 589 persones, 425 eren actives i 164 eren inactives. De les 425 persones actives 399 estaven ocupades (224 homes i 175 dones) i 26 estaven aturades (9 homes i 17 dones). De les 164 persones inactives 56 estaven jubilades, 64 estaven estudiant i 44 estaven classificades com a «altres inactius».

### Ingressos
El 2009 a Chambles hi havia 368 unitats fiscals que integraven 961,5 persones, la mediana anual d'ingressos fiscals per persona era de 21.382 €.

### Activitats econòmiques
Dels 36 establiments que hi havia el 2007, 4 eren d'empreses extractives, 1 d'una empresa alimentària, 10 d'empreses de construcció, 5 d'empreses de comerç i reparació d'automòbils, 1 d'una empresa de transport, 6 d'empreses d'hostatgeria i restauració, 1 d'una empresa financera, 1 d'una empresa immobiliària, 4 d'empreses de serveis i 3 d'empreses classificades com a «altres activitats de serveis».
Dels 13 establiments de servei als particulars que hi havia el 2009, 2 eren paletes, 2 fusteries, 1 lampisteria, 3 electricistes, 1 perruqueria i 4 restaurants.
L'únic establiment comercial que hi havia el 2009 era una adrogueria.
L'any 2000 a Chambles hi havia 20 explotacions agrícoles que ocupaven un total de 636 hectàrees.

## Equipaments sanitaris i escolars
El 2009 hi havia una escola elemental.

## Poblacions més properes
El següent diagrama mostra les poblacions més properes.